# Unidade Galega (coalición)
Unidade Galega (UG, Unidad Gallega) fue una coalición formada por el Partido Obreiro Galego, el Partido Socialista Galego y el Partido Galeguista, presentada oficialmente el 17 de enero de 1979.
El fin de la coalición era la consecución de un grupo nacionalista en el Congreso de los Diputados que pudiese negociar un buen Estatuto de Autonomía de Galicia. Aunque en las elecciones generales de 1979 obtuvo 58 391 votos (5,35%) no consiguió representación parlamentaria. En las elecciones municipales de 1979 obtuvo 68 759 votos (6,35%) y consiguió 141 concejales y la alcaldía de La Coruña para Domingos Merino.
Las diferencias en el seno de la Unidade Galega sobre la estrategia a seguir en el proceso autonómico —inicialmente la coalición se manifestaba en contra del borrador de Estatuto Autonómico que había sido presentado por el gobierno— y la diferente postura de los partidos integrantes sobre la conveniencia de entrar en la Comisión de los 16 (encargada de elaborar el proyecto de Estauto) llevaron a la desaparición de la coalición hacia mediados de 1980. El Partido Galeguista abandonó dicha coalición el 19 de julio de 1980, con lo cual la coalición terminó de facto.